# Glenville (comté de Schenectady, New York)
Pour les articles homonymes, voir Glenville (homonymie).
Glenville est une ville du comté de Schenectady, dans l'État de New York, aux États-Unis,. En 2010, elle comptait une population de 29 480 habitants.

## Démographie
Lors du recensement de 2010, la ville comptait une population de 29 480 habitants, tandis qu'en 2016, elle est estimée à 29 337 habitants.